# Tindaria agathida
Tindaria agathida is een tweekleppigensoort uit de familie van de Tindariidae. De wetenschappelijke naam van de soort is voor het eerst geldig gepubliceerd in 1890 door Dall.